# Consistório Ordinário Público de 2006
O Consistório Ordinário Público de 2006 para a criação de novos cardeais foi anunciado pelo Papa Bento XVI na audiência-geral do dia 22 de fevereiro de 2006, na Festa da Cátedra de São Pedro, na Sala Paulo VI, no Vaticano, e foi realizado no dia 24 de março de 2006 na Basílica de São Pedro, no Vaticano. Foram criados quinze novos purpurados, sendo três deles com idade superior a 80 anos (Eméritos), em consideração aos serviços por eles prestados à Igreja. Há também um presbítero dentre os eleitos para o Colégio Cardinalício, o jesuíta Albert Vanhoye que foi Reitor do Pontifício Instituto Bíblico e Secretário da Pontifícia Comissão Bíblica. 
Com a criação destes novos cardeais, completa-se o número de 120 Cardeais Eleitores, como foi fixado por Paulo VI, na Constituição Apostólica Romano Pontifici eligendo, de 1 de outubro de 1975, procedimento confirmado por João Paulo II, por meio da Constituição Apostólica Universi Dominici gregis, de 22 de fevereiro de 1996.
Os novos membros do Colégio Cardinalício da Santa Igreja Romana são:

## Eleitores
| Nº                     | País               | Nome                                | Idade              | Cargo                                                                                            | Título ou Diaconia                                                               |
| Cardeais eleitores     | Cardeais eleitores | Cardeais eleitores                  | Cardeais eleitores | Cardeais eleitores                                                                               | Cardeais eleitores                                                               |
| ---------------------- | ------------------ | ----------------------------------- | ------------------ | ------------------------------------------------------------------------------------------------ | -------------------------------------------------------------------------------- |
| 1                      | Estados Unidos     | William Joseph Levada               | 69                 | prefeito da Congregação para a Doutrina da Fé                                                    | Cardeal-diácono de Santa Maria in Domnica                                        |
| 2                      | Eslovénia          | Franc Rodé, C.M.                    | 71                 | prefeito da Congregação para os Institutos de Vida Consagrada e as Sociedades de Vida Apostólica | cardeal-diácono de São Francisco Xavier em Garbatella                            |
| 3                      | Itália             | Agostino Vallini                    | 65                 | prefeito do Supremo Tribunal da Assinatura Apostólica                                            | cardeal-diácono de São Pedro Damião no Monte de São Paulo                        |
| 4                      | Venezuela          | Jorge Liberato Urosa Savino         | 63                 | arcebispo de Caracas                                                                             | Cardeal-presbítero de Santa Maria no Monte                                       |
| 5                      | Filipinas          | Gaudencio Borbon Rosales            | 73                 | arcebispo de Manila                                                                              | Cardeal-presbítero de Santíssimo Nome de Maria na Via Latina                     |
| 6                      | França             | Jean-Pierre Bernard Ricard          | 61                 | arcebispo de Bordéus                                                                             | Cardeal-presbítero de Santo Agostino                                             |
| 7                      | Espanha            | Antonio Cañizares Llovera           | 60                 | arcebispo de Toledo                                                                              | Cardeal-presbítero de São Pancrácio                                              |
| 8                      | Coreia do Sul      | Nicolas Cheong Jin-suk              | 74                 | arcebispo de Seul                                                                                | Cardeal-presbítero de Santa Maria Imaculada de Lourdes em Boccea                 |
| 9                      | Estados Unidos     | Sean Patrick O'Malley, O.F.M.Cap.   | 61                 | arcebispo de Boston                                                                              | Cardeal-presbítero de Santa Maria da Vitória                                     |
| 10                     | Polónia            | Stanisław Dziwisz                   | 66                 | arcebispo de Cracóvia                                                                            | Cardeal-presbítero de Santa Maria do Povo                                        |
| 11                     | Itália             | Carlo Caffarra                      | 67                 | arcebispo de Bolonha †                                                                           | Cardeal-presbítero de São João Batista dos Florentinos                           |
| 12                     | Hong Kong          | Joseph Zen Ze-kiun, S.D.B.          | 74                 | bispo de Hong Kong                                                                               | Cardeal-presbítero de Santa Maria Mãe do Redentor em Tor Bella Monaca            |
| Cardeais não-eleitores |                    |                                     |                    |                                                                                                  |                                                                                  |
| 13                     | Itália             | Andrea Cordero Lanza di Montezemolo | 80                 | arcipreste da Basílica de São Paulo fora dos Muros                                               | cardeal-diácono de Santa Maria in Portico Campitelli                             |
| 14                     | Gana               | Peter Proeku Dery                   | 87                 | arcebispo emérito de Tamale                                                                      | cardeal-diácono de Santa Helena fora da Porta Prenestina                         |
| 15                     | França             | Albert Vanhoye, S.J.                | 82                 | ex-benemérito reitor do Pontifício Instituto Bíblico e secretário da Pontifícia Comissão Bíblica | cardeal-diácono de Nossa Senhora da Misericórdia e Santo Adriano na Villa Albani |

## Outros consistórios do papado de Bento XVI
- Consistório Ordinário Público de 2007
- Consistório Ordinário Público de 2010
- Primeiro Consistório Ordinário Público de 2012
- Segundo Consistório Ordinário Público de 2012